# Yamaha IT 490

Yamaha IT490

Die IT 490 ist eine Enduro, die für den Einsatz in Wettbewerben konstruiert wurde. 
Sie wurde hauptsächlich für den amerikanischen, aber auch den französischen Markt gebaut. Nach Deutschland wurden nur geringe Stückzahlen importiert, und dies auch nur durch Grauimport. Sie unterscheidet sich von anderen Enduros durch ihren ungewöhnlich hubraumstarken Zweitaktmotor. Es ist die hubraumstärkste 2-Takt-Enduro, die Yamaha Motor jemals hergestellt hat. Das Modell wurde nach zwei Jahren Bauzeit, 1983 und 1984, eingestellt. 

## Vorläufer
Das Motorrad ist eine Weiterentwicklung der IT 400, die schon seit 1976 gebaut wurde. Deutliche Verwandtschaft besteht zu den Motocross-Modellen der YZ-Serie, die heute noch gebaut werden. Häufig wurden technische Entwicklung der YZ-Serie später in der IT-Serie übernommen. 
Die IT-Serie unterscheidet sich von den deutlich bekannteren DT-Enduro-Modellen dadurch, dass sie kompromissloser auf den Wettbewerbseinsatz ausgelegt ist, während die DT durchaus alltagstauglich ist.
Zu den Vorgängern der IT 490 kann man die bekanntere DT 400, aber auch die in Deutschland recht unbekannte SC 500 rechnen.

## Nachfolger
Die IT 490 stellt den letzten Entwicklungsschritt der großvolumigen IT-Enduros dar. Nachdem sie 1984 eingestellt worden war, gab es erst 1992 mit der WR 500 einen Nachfolger. In diesen acht Jahren gab es jedoch kaum eine echte Weiterentwicklung, so war z. B. der Motor praktisch identisch mit dem Motor der IT 490. 
Erst sechs Jahre später brachte Yamaha mit der WR 400 einen wegweisenden Nachfolger auf den Markt. Diese neue WR brachte den Durchbruch für 4-Taktmotoren (Ottomotor) im Endurosport und trug dadurch wesentlich zur Verdrängung des Zweitaktmotors aus dem Motorrad-Geländesport bei.

## Besonderes
Die IT 490 gehört zur kleinen Gruppe der Halbliter Zweitakt-Enduros. Diese Art von Motorrad ist heutzutage sehr selten, da die Entwicklung der Zweitaktmotoren in den letzten Jahrzehnten praktisch nicht mehr weitergeführt wurde. Ihre Position wurde durch leichter fahrbare und umweltfreundlichere 4-Takt-Motoren ersetzt. Die 500 cm3-Klasse bei Zweitakt-Enduros ist gegenüber den 250 cm3- und 125 cm3-Klassen relativ unbeliebt, da die Motorräder eine so große Leistung entwickeln, dass sie im Wettbewerbseinsatz nur noch von wenigen Fahrern beherrscht werden können. Auch sind 250 cm3-Enduros auf vielen Strecken schneller, da sie ihr Leistungsdefizit durch besseres Handling, sanftere Leistungsabgabe und geringeres Gewicht wieder ausgleichen.
Die IT ist die erste Enduro von Yamaha, bei der eine Monocross-Hinterradfederung eingesetzt wurde. Daher konnten wesentlich größere Federwege realisiert werden als mit den vorher verwendeten Stereofederbeinen oder einem Cantileversystem. Die Federwege betragen vorne und hinten 300 mm, was auch noch dem heutigen Standard entspricht.
Bei dieser Maschine wurde YEIS eingesetzt.

## Technische Daten

### Abmessungen
- Länge: 2190 mm
- Breite: 850 mm
- Höhe: 1300 mm
- Sitzhöhe: 945 mm
- Radstand: 1485 mm
- Bodenfreiheit: 340 mm
- Gewicht: 124 kg (inkl. Öl und Benzin)

### Motor
- Typ: 2 Takt, luftgekühlt
- Zylinder: 1 Zylinder stehend
- Hubraum: 487 cm³
- Bohrung × Hub: 87 × 82 mm
- Verdichtung: 6,9 : 1
- Startsystem: Kickstarter

### Fahrwerk
- Rahmentyp: Zweischleifenrahmen geschlossen
- Lenkkopfwinkel: 28°
- Nachlauf: 118 mm
- Reifengröße V: 3.00 - 21 - 4PR
- Reifengröße H: 150/80 - 18 - 4PR
- Bremse vorne: Duplex Trommelbremse
- Bremse hinten: Simplex Trommelbremse
- Federung vorne: luftunterstützte Telegabel, 300 mm Federweg
- Federung hinten: Leichtmetallschwinge (Monocross), 300 mm Federweg, Dämpfung einstellbar